# ガバヌーア・ウォーレン
ガバヌーア・ケンブル・ウォーレン（Gouverneur K. Warren、1830年1月8日-1882年8月8日）は、アメリカ合衆国の土木技師であり、南北戦争では北軍の傑出した将軍だった。ゲティスバーグの戦いのときに、リトル・ラウンドトップで土壇場の防御を手配したことで良く記憶され、「リトル・ラウンドトップの英雄」としばしば呼ばれる。軍団指揮官としてのその後の従軍と残りの軍歴は、フィリップ・シェリダンから指揮官職を外されたファイブフォークスの戦いで破滅した。

## 初期の経歴
ウォーレンはニューヨーク州パットナム郡コールドスプリングで生まれ、地元の著名な連邦議員、外交官また産業事業家ガバヌーア・ケンブルに因んでその名前が付けられた。妹のエミリー・ウォーレン・ローブリングは後にブルックリン橋の建設に重要な役割を果たした。ウォーレンは16歳で陸軍士官学校に入学し、1850年に同期50人中2番目の成績で卒業した。地形学工兵隊の名誉少尉に任官された。南北戦争前の時代、ミシシッピ川で大陸横断鉄道のための測量を行い、ミシシッピ川流域西部の地図を作った。1855年、ネブラスカ準州におけるウィリアム・S・ハーニーのアッシュホローの戦いで工兵として参加し、これが初陣となった。
ウォーレンは大陸横断鉄道を通す経路の研究に加わり、1857年にアメリカ合衆国では最初のミシシッピ川より西の包括的な地図を作成した。これには現在のネブラスカ州、ノースダコタ州、サウスダコタ州、モンタナ州の一部、およびワイオミング州の一部を含む広大なネブラスカ準州の広い探検が必要だった。
ウォーレンが測量した地域の一つがミネソタ川渓谷であり、ミネソタ川下流から予測したものよりも遥かに大きな渓谷だった。渓谷はある場所では幅5マイル (8 km)、深さ250フィート (80 m) あった。まず1868年に地域の水文学を解明し、11,700年から9,400年前の間にアガシー湖から流れ出た大量の水が山峡を造ったと考えた。この大きな川はウォーレンの死後にその栄誉を称えてウォーレン氷河と名付けられた。

## 南北戦争
南北戦争が始まった時、ウォーレンは中尉であり、生まれ故郷からはハドソン川の向こうにあるウェストポイントの陸軍士官学校で数学の教官をしていた。北軍に仕える地元の連隊編成に協力し、1861年5月14日に第5ニューヨーク歩兵連隊の中佐に指名された。ウォーレンとその連隊は、南北戦争で最初の主要な陸上会戦と言われる6月10日のバージニア州におけるビッグベセルの戦いが初陣となった。9月10日には大佐に昇進し連隊長になった。
1862年の半島方面作戦では、ヨークタウンの包囲戦でその連隊を指揮し、ポトマック軍の地形学工兵長アンドリュー・A・ハンフリーズ准将のために偵察任務を遂行し、バージニア半島を侵攻するときの軍の適切な経路について詳細な地図を描いて貢献した。七日間の戦いの時は1個旅団（第5軍団第2師団第3旅団）を指揮し、ゲインズミルの戦いで膝を負傷したが、戦場から連れ出されることを拒んだ。マルバーンヒルの戦いではその旅団が南軍1個師団の攻撃を止めた。第二次ブルランの戦いでもその旅団の指揮を続け、圧倒的な敵の猛攻に対して英雄的な抵抗をして大きな損失を蒙り、アンティータムの戦いでは第5軍団が予備隊になったので、戦闘には参加しなかった。

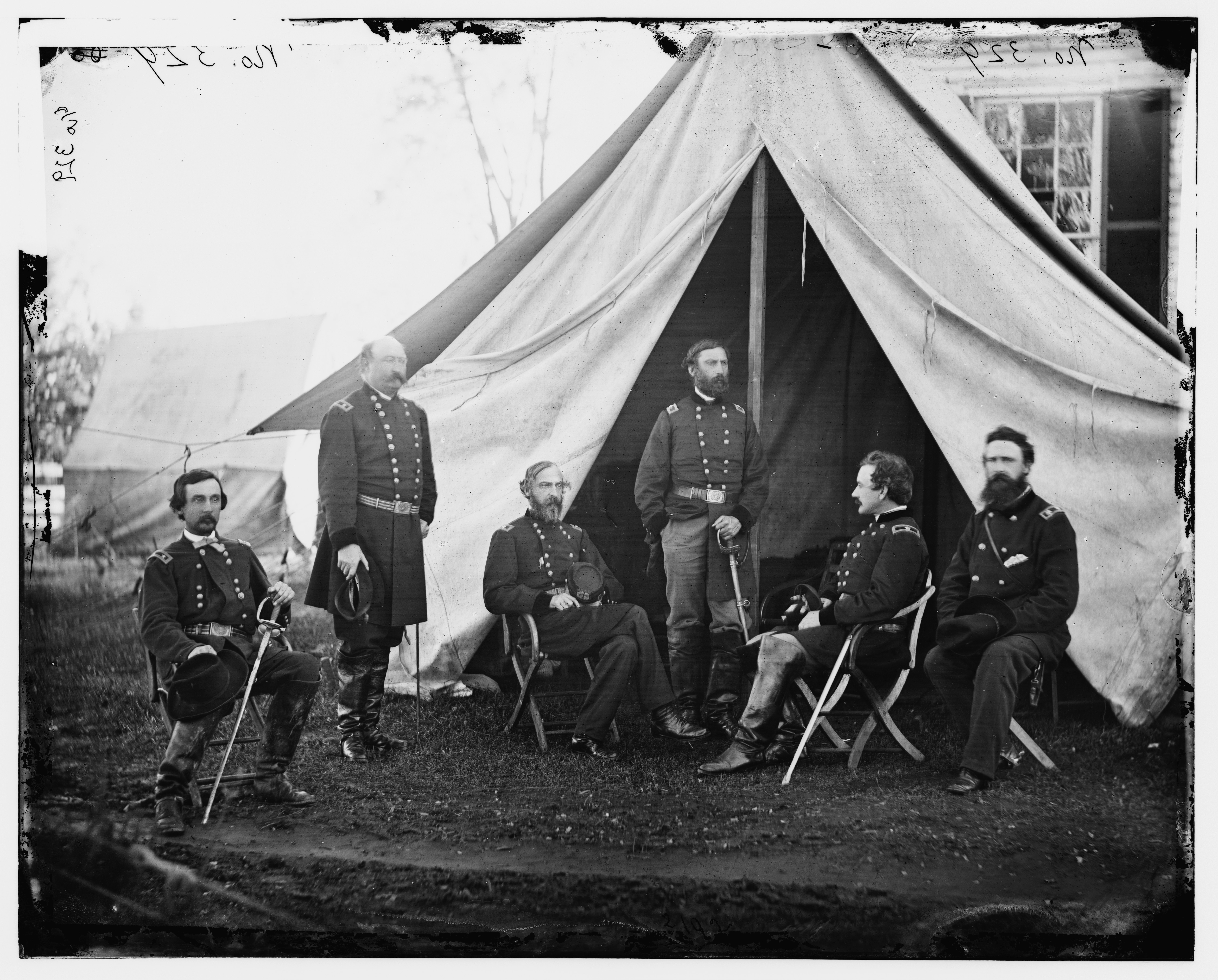
ポトマック軍の指揮官達。左端がウォーレン、左から3人目がジョージ・ミード少将、1863年9月

1862年9月26日に准将に昇進し、12月にはその旅団を率いてフレデリックスバーグの戦いに参戦した。1863年2月にジョセフ・フッカー少将がポトマック軍を再編した時、フッカーはウォーレンを地形学工兵長に指名し、さらに工兵長に指名した。工兵長としてのウォーレンはチャンセラーズヴィルの戦いでの働きで称賛された。
ゲティスバーグ方面作戦が始まった時、南軍のロバート・E・リー将軍がペンシルベニア州への侵攻を始めたので、ウォーレンはフッカーにポトマック軍が追跡すべき経路について忠告した。1863年7月2日、ゲティスバーグの戦いの2日目、ウォーレンは、北軍の左側面が防御されておらず、その重要性を認識してリトル・ラウンドトップで防御を始め、独自の判断で攻撃される少し前にストロング・ビンセント大佐の旅団がそこを占めるよう指示を与えた。その南軍の攻撃のときにウォーレンは首に軽傷を負った。
ゲティスバーグの後、8月8日に少将に昇進し、負傷したウィンフィールド・スコット・ハンコック少将に代わってその月から1864年3月まで第2軍団を指揮し、ブリストー駅の戦いで傑出した働きをし、このときの功績で1865年3月13日に正規軍の少将へ名誉昇進した。マイン・ラン方面作戦では、ウォーレンの軍団がリー軍への攻撃を命じられたが、罠が仕掛けられていると考え、ポトマック軍指揮官ジョージ・ミードの命令を拒んだ。ハンコックが治療から戻ると1864年春にポトマック軍が再編され、ウォーレンは第5軍団の指揮を執るようになった。その後は第5軍団を率いてオーバーランド方面作戦、ピーターズバーグ包囲戦およびアポマトックス方面作戦と進んだ。
これらバージニア州での作戦では、ウォーレンは歩兵軍団長の役割に工兵としての丁寧さと注意深さを持ち込んだと評判になった。1864年8月18日から20日のグローブタバンの戦いに勝って、ピーターズバーグから北に伸びる重要な供給線であるウェルドン鉄道を切り取った。9月のピーブル農園の戦いでは限られた成功だったが、ボイドトン・プランク道路上のピーターズバーグに伸びる供給線を守る南軍戦線の一部を制した。
ユリシーズ・グラント中将の重要な部下である攻撃的なフィリップ・シェリダン少将はウォーレンの業績に不満だった。荒野の戦いの後でウォーレンの軍団が道を塞いだとされることや、ピーターズバーグ包囲戦での慎重な行動に怒っていた。アポマトックス方面作戦の初めにシェリダンは、第6軍団がリー軍追跡に割り当てられるよう要請したが、グラントは第5軍団が良い位置にいると固執した。グラントは、もしシェリダンが「任務の成果のために」正当化できると考えるならば、ウォーレンを解任することを認めるメモを渡した。グラントは後にその『個人的な自叙伝』の中で次のように書いた。
1865年4月1日のファイブフォークスの戦いで、シェリダンはウォーレンの戦いぶりに激怒した。第5軍団はあまりにも緩りと戦闘に入ったと認識し、シェリダンがウォーレンの前に行った時に部隊の前面に立っていなかったと詰った。実際のところウォーレンは軍団長の取るべきやり方でその各師団の配置を指揮していたし、その日ファイブフォークスでの第5軍団による攻撃がリー軍に対する最終戦の転回点になった戦闘だったと言われている。それでもシェリダンは即刻ウォーレンを解任した。ウォーレンはピーターズバーグ防衛に配置され、続いて短期間ミシシッピ方面軍を指揮した。

## 戦後
ウォーレンはシェリダンに辱められて、1865年5月27日に抗議のために志願兵の少将としての任官を辞退し、その恒久的階級は工兵隊の少佐に戻った。ウォーレンは工兵技師として17年間勤務し、鉄道を建設し、ミシシッピ川沿線に配転されて1879年に中佐の位に昇進した。しかしゲティスバーグで約束されたかに見えた軍歴は破滅した。ウォーレンはシェリダンの行動による汚点を晴らすために査問会議を熱心に要求した。ユリシーズ・グラントが大統領職から引くまでは何度要求しても無視されるか拒絶された。ラザフォード・ヘイズ大統領は1879年に招集された査問会議を命じ、100日間以上にわたって多くの証人からの証言が聴聞され、シェリダンによるウォーレンの解任は正当化できないという結論になった。ウォーレンにとって不幸なことに、この結果はその死後まで出版されなかった。
ウォーレンはロードアイランド州ニューポートで死に、そこで彼の要請に従って文民の服装で軍葬の礼なしに埋葬された。ウォーレンの最後の言葉は「旗だ！旗だ！」だった。

## 記念

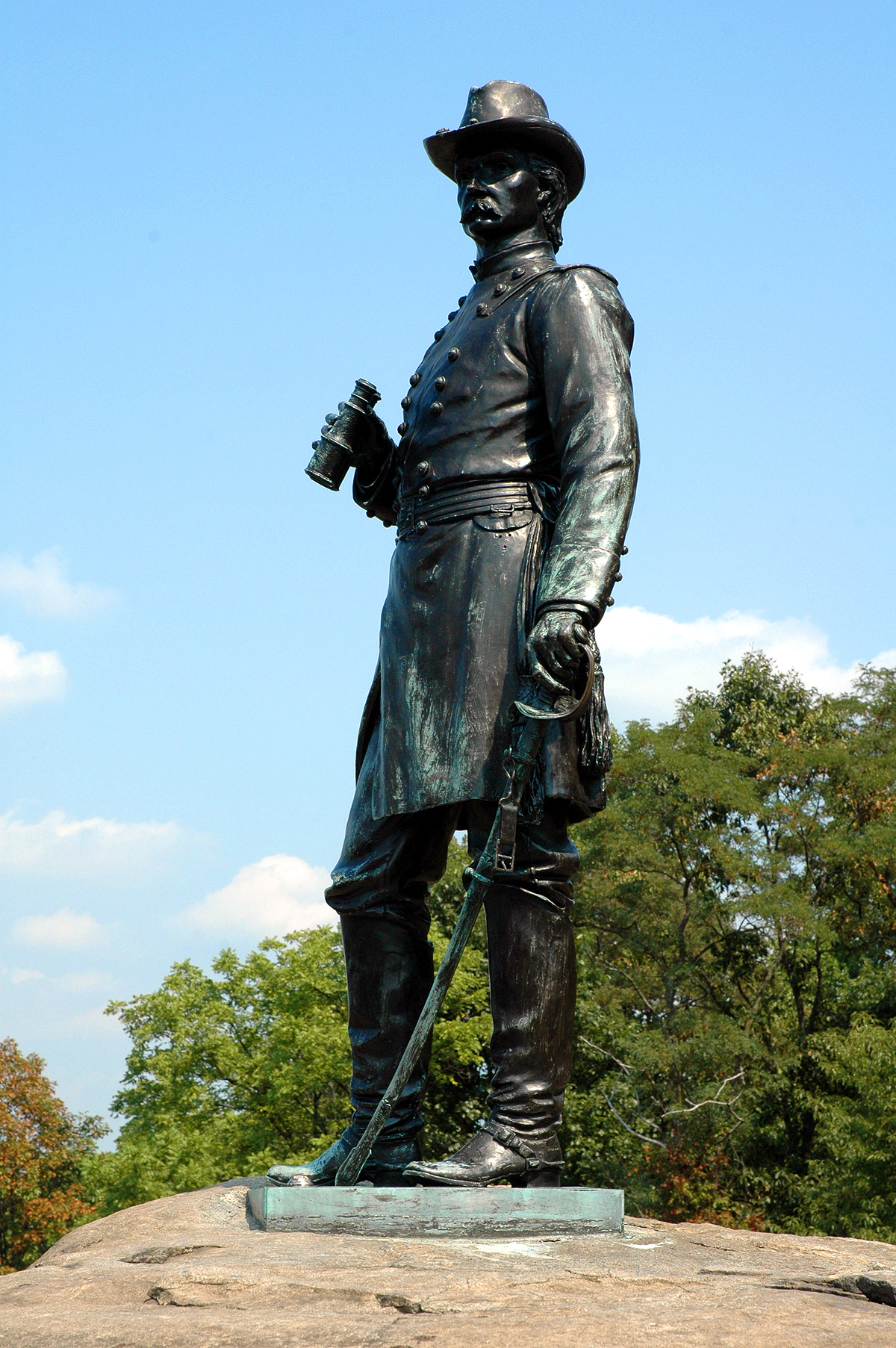
ゲティスバーグ国立軍事公園のリトル・ラウンドトップにあるウォーレンの銅像

ゲティスバーグ国立軍事公園のリトル・ラウンドトップには、ウォーレンの銅像が立っており、この有名な戦闘の20年後に除幕された。ニューヨーク市ブルックリン区グランド・アーミー広場にはヘンリー・ベアラー（1837年-1908年）による別の銅像が立てられた。これは制服姿で立っているウォーレンであり、リトル・ラウンドトップで切り出された花崗岩製台座には野戦用双眼鏡がある。
全米科学アカデミーでは、ほぼ4年ごとにG・K・ウォーレン賞が与えられる。これはウォーレンの娘エミリー・B・ウォーレン嬢が父の記念に行った寄付で賄われている。